# Les Armes del Rei
Les Armes del Rei és una muntanya de 432 metres que es troba al municipi de Benifallet, a la comarca catalana del Baix Ebre.
Al cim podem trobar-hi un vèrtex geodèsic (referència 248146001).